# Mike Krushelnyski
Mike Krushelnyski, född den 27 april 1960 i Montréal, Québec, är en kanadensisk före detta ishockeyspelare i NHL. Han och Marty McSorley var en del i bytet när Wayne Gretzky byttes till Los Angeles Kings för två spelare, draftval och kontanter. Han vann tre Stanley Cups med Edmonton Oilers, 1985, 1987 och 1988.
Familjen Krushelnyski har Ukrainska arv.
Han har även spelat i klubbar som Boston Bruins, Toronto Maple Leafs och Detroit Red Wings.